# Fosca (kommun)
Fosca är en kommun i Colombia.   Den ligger i departementet Cundinamarca, i den centrala delen av landet, 40 km söder om huvudstaden Bogotá. Antalet invånare är 6 654.